# 妮科尔·图米
妮科尔·图米（英語：Nicole Toomey，1995年1月29日—），新西兰女子草地滚球运动员。她曾代表新西兰参加2022年英联邦运动会草地滚球比赛，获得女子四人和女子三人铜牌。